# Torchonská krajka

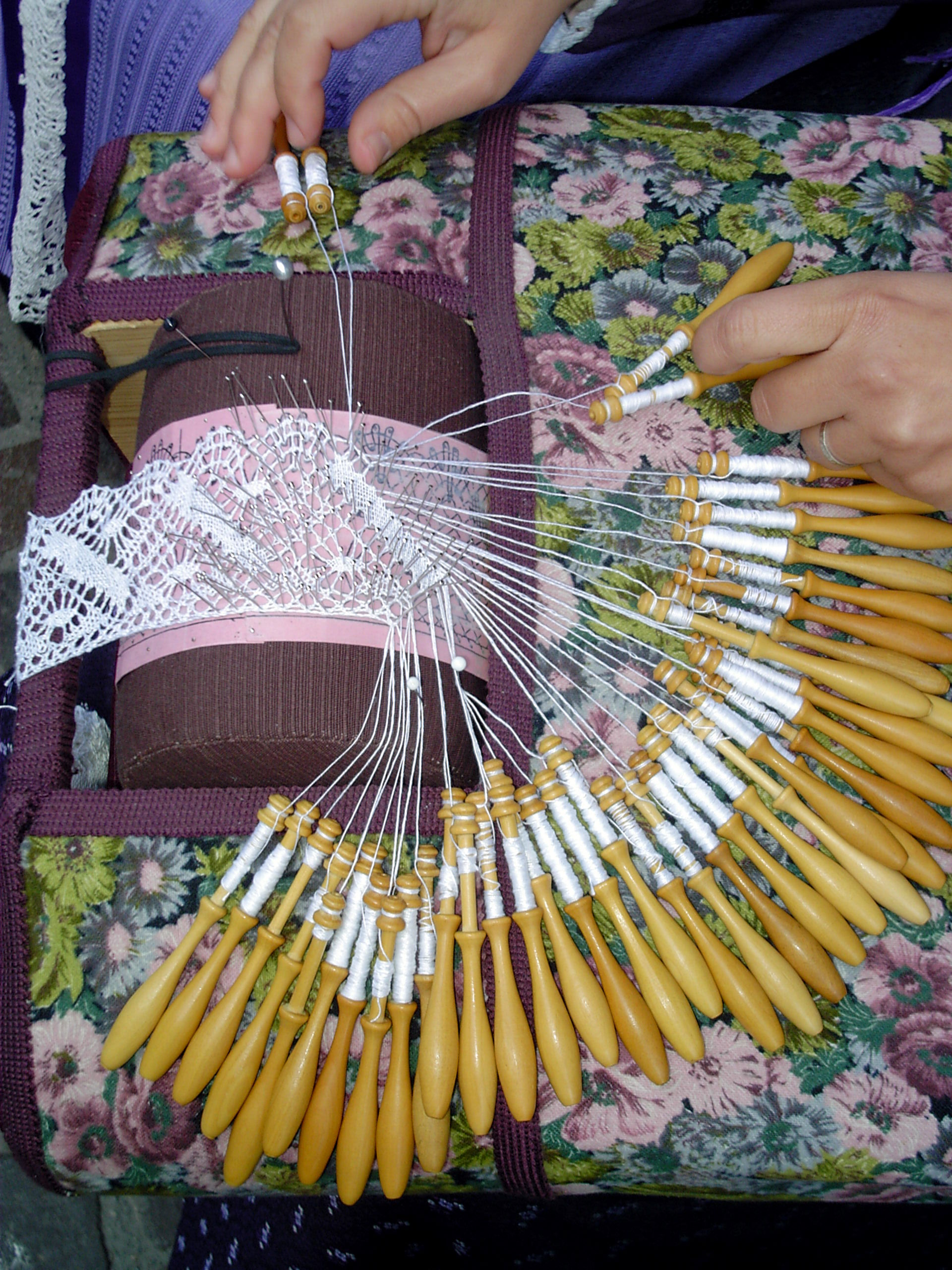
Paličkování tradičního torchonu

Torchonská krajka z franc. Torchon (hadr, prachovka) je paličkovaný, jednoduše vzorovaný výrobek z hrubší, měkce točené příze. V češtině má krajka také přívlastek dírková a protože byla už 19. století považována za podřadnou, říkalo se jí v západní Evropě také žebrácká („Beggars lace“). 

## Ručně paličkovaný torchon
Krajka tohoto druhu patří údajně k nejstarším paličkovaným výrobkům, pod názvem torchonová je však známá teprve od poloviny 19. století, kdy se pak vyráběla (v rozličných variantách) ve Francii, Belgii, Španělsku a dalších evropských zemích.
Původní „torchonská“ půdice sestávající z pravidelných čtverečků se podkládala pro paličkování pod úhlem 45°.
Ve vzorování sestávala např. francouzská varianta z plátenkové vazby, pavoučků a zakroucených nití. Krajky kulatých tvarů se nedaly zhotovit.

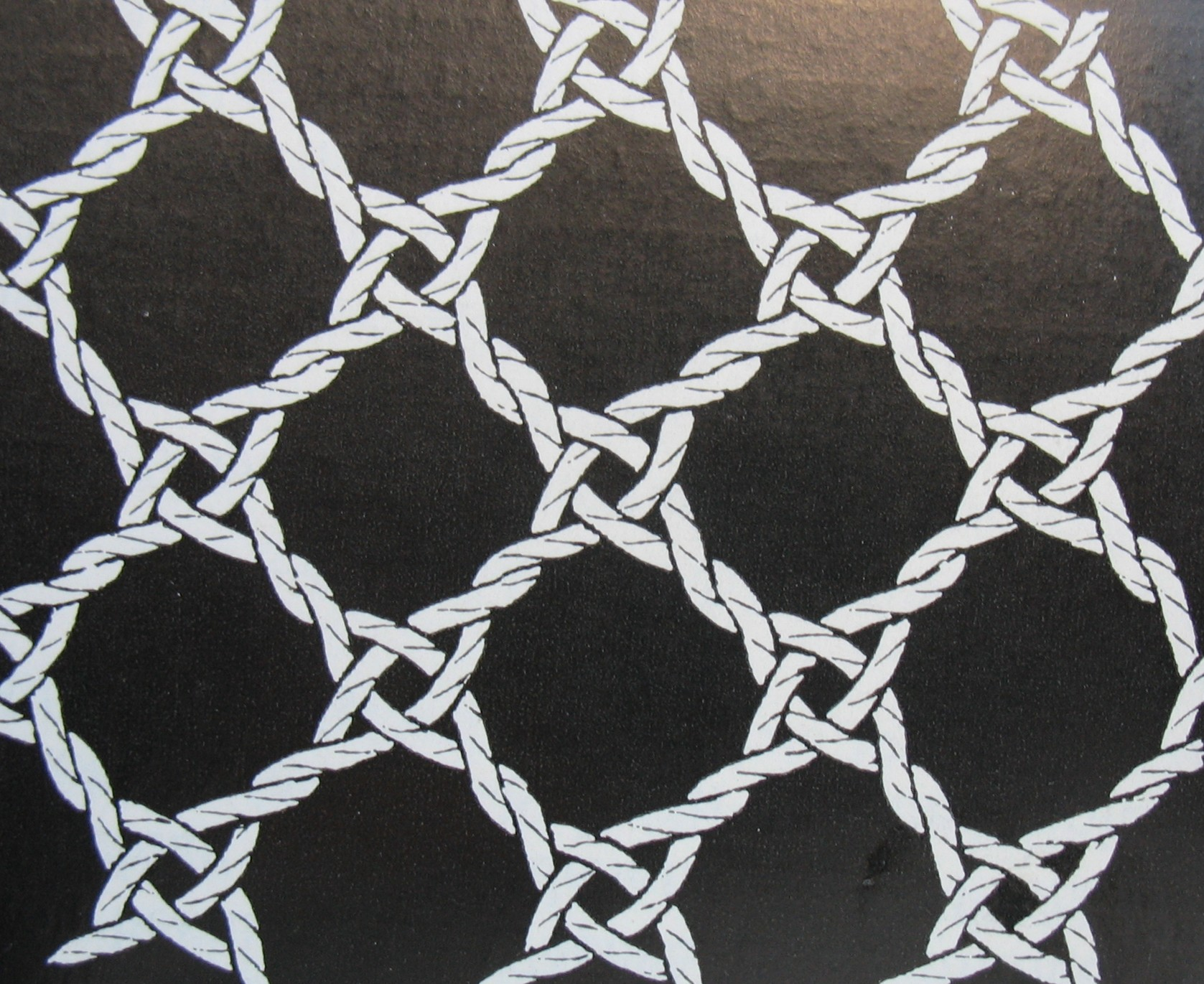
Schéma torchonské půdice

Belgický torchon se vyznačoval poměrně bohatými ornamenty v geometrických tvarech, někdy s vějířovými okraji, částečně ve velmi hrubém provedení.
K práci se vystačilo s cca 20 páry paliček, používala se především lněná příze (cca 55 tex x 2) , často také bavlněná a pro zvláštní účely vlněná nebo kovová příze a koňské žíně. 
V 21. století se vedle torchonských půdic používají např. růžicové, pagodové aj., z motivů jsou nejčastější sloupky, trojúhelníčky, čtverečky a pavoučci. V příručkách pro paličkování se nabízejí desítky moderních vzorů (např. 50 různých vazeb půdice) s návodem ke zhotovení. Pro některé vzory je zapotřebí až 96 párů paliček, ke zpracování se doporučují (poměrně jemné, zčásti různobarevné) skané lněné, bavlněné a hedvábné příze v jemnostech cca 10-20 tex.  
Podle známých návrhů se dají paličkovat většinou dekorační předměty. Krajky se zhotovují vesměs amatérsky, o výrobě na prodej není nic známo.

## Strojní výroba torchonových krajek
Na paličkovacím stroji (resp. splétacím stroji přizpůsobeném od 80. let 19. století k výrobě krajek) se dají zhotovit krajky s jednoduchým vzorováním geometrických tvarů, které jsou naprosto nerozeznatelné od původních ručně paličkovaných torchonů (viz příklad na dolejším snímku). Tyto speciální stroje a všechny druhy krajek na nich vyráběných se nazývají torchonské. (Schöner str. 256).
Krajky z těchto strojů se dají použít např. na ubrusy, lemovky a pod.  Údaje o rozsahu strojní výroby nejsou publikovány.

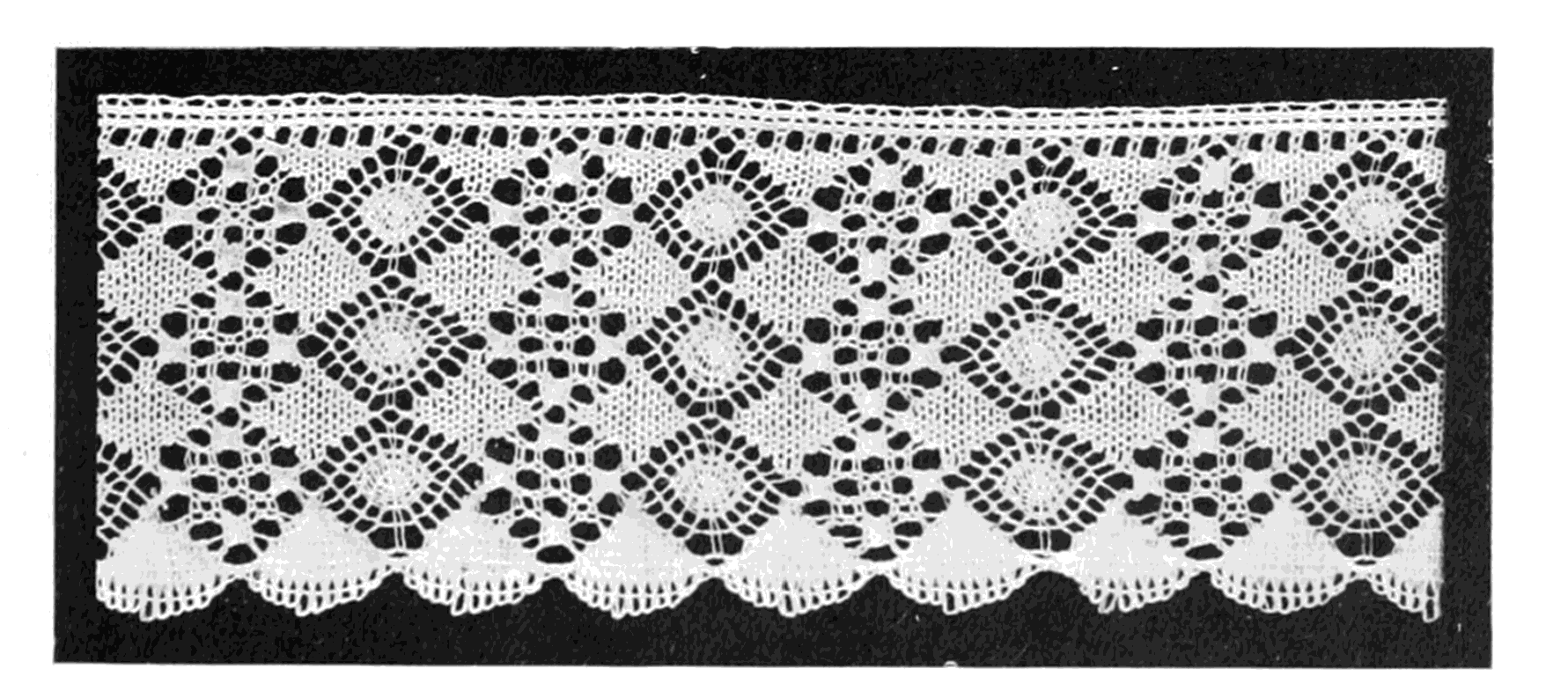
Napodobenina torchonské krajky z 19. století